# Dasycaris symbiotes
Dasycaris symbiotes är en kräftdjursart som beskrevs av Kemp 1922. Dasycaris symbiotes ingår i släktet Dasycaris och familjen Palaemonidae. Inga underarter finns listade i Catalogue of Life.